# Josh Risdon
Josh Risdon (Bunbury, 27 de julho de 1992), é um futebolista australiano que atua como lateral. Atualmente, joga pelo Western United.

## Carreira
Foi convocado para defender a Seleção Australiana de Futebol na Copa do Mundo de 2018.